# Ferme du Try
La ferme du Try est une ferme brabançonne située à Céroux, section de la ville belge d'Ottignies-Louvain-la-Neuve, en Brabant wallon.

## Localisation
Les dernières maisons de Céroux vers l'est forment le « Tri » ou le « Try ».
La Ferme du Try est donc située à la sortie orientale du village de Céroux, au no 99 de la Grand'Rue, à l'angle de celle-ci et de la rue du Puits, où se situe une pépinière bien connue dans la région, la « pépinière Le Try », qui ne doit pas être confondue avec la Ferme du Try.

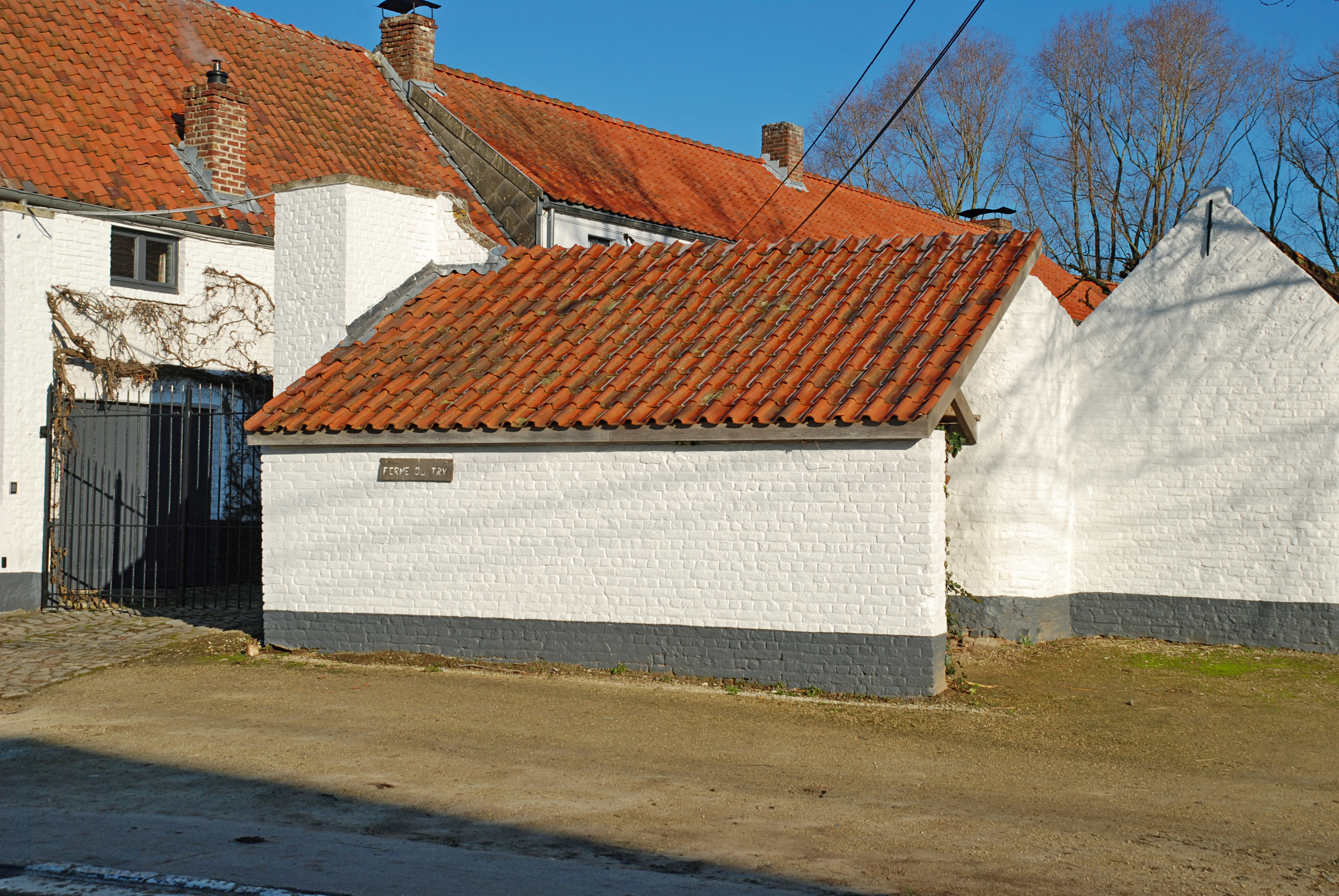
Annexe basse.

## Étymologie
La ferme tire son nom du mot wallon tri ou try qui désigne une pâture communale, une jachère communale, une friche ou une terre inculte.
Ce mot dérive du francique *threosk « friche » qui a engendré de nombreux toponymes en Wallonie (Tris, Tri, Try, Trixes, Trixhe, Triches, Trixhay, Trichaux, Triaux, Trieu) mais également en Flandre (Driesch, Dries, venant du moyen néerlandais driesch).

## Historique
La ferme est, selon les mots de l'Inventaire du patrimoine immobilier culturel de la Wallonie une « ferme clôturée du XIXe siècle, transformée en résidence au siècle suivant ».

## Statut patrimonial
Non classée, la ferme fait cependant l'objet d'une « inscription » comme monument et figure à l'Inventaire du patrimoine immobilier culturel de la Wallonie sous la référence 25121-INV-0009-02.

## Architecture

### Plan et maçonneries
L'ancienne ferme agence ses volumes autour d'une petite cour pavée.
La ferme présente une maçonnerie de briques peintes à la chaux de couleur blanche, sauf la base des murs qui, par endroits, est peinte en noir sur une hauteur d'une dizaine de briques, selon une tradition répandue dans les zones rurales du Brabant wallon. Seule la grange n'est pas peinte et conserve sa maçonnerie de  briques rouges.

### Corps de logis du fermier
L'ancien corps de logis du fermier, situé à l'ouest, est perpendiculaire à la Grand'Rue. Le logis primitif de cinq travées et la dépendance située sur sa droite sont couverts d'une toiture en bâtière unique de tuile rouge, et prolongés au nord et au sud d'annexes plus basses,. Le mur pignon méridional de cet alignement de bâtiments, dirigé vers la Grand'Rue, est percé d'un grand oculus et soutenu par deux épais contreforts mal centrés.
À droite de ce mur pignon se dressent l'entrée de la cour, formée de deux haut piliers en briques et d'une grille en fer forgé, puis une annexe basse couverte d'un toit en appentis et une autre annexe basse qui fait la jonction avec la grange en long.

Corps de logis et annexes
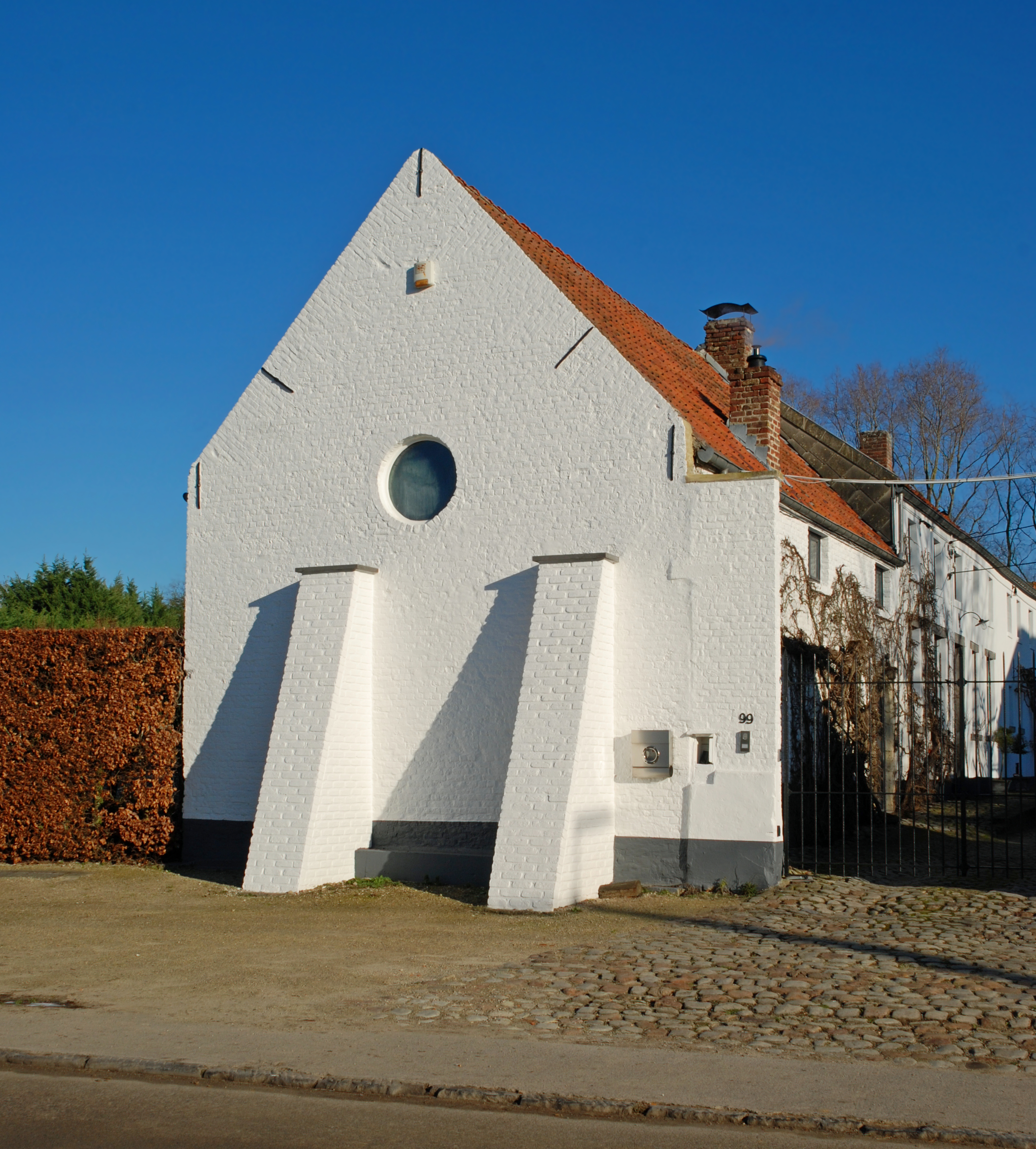
Mur pignon.
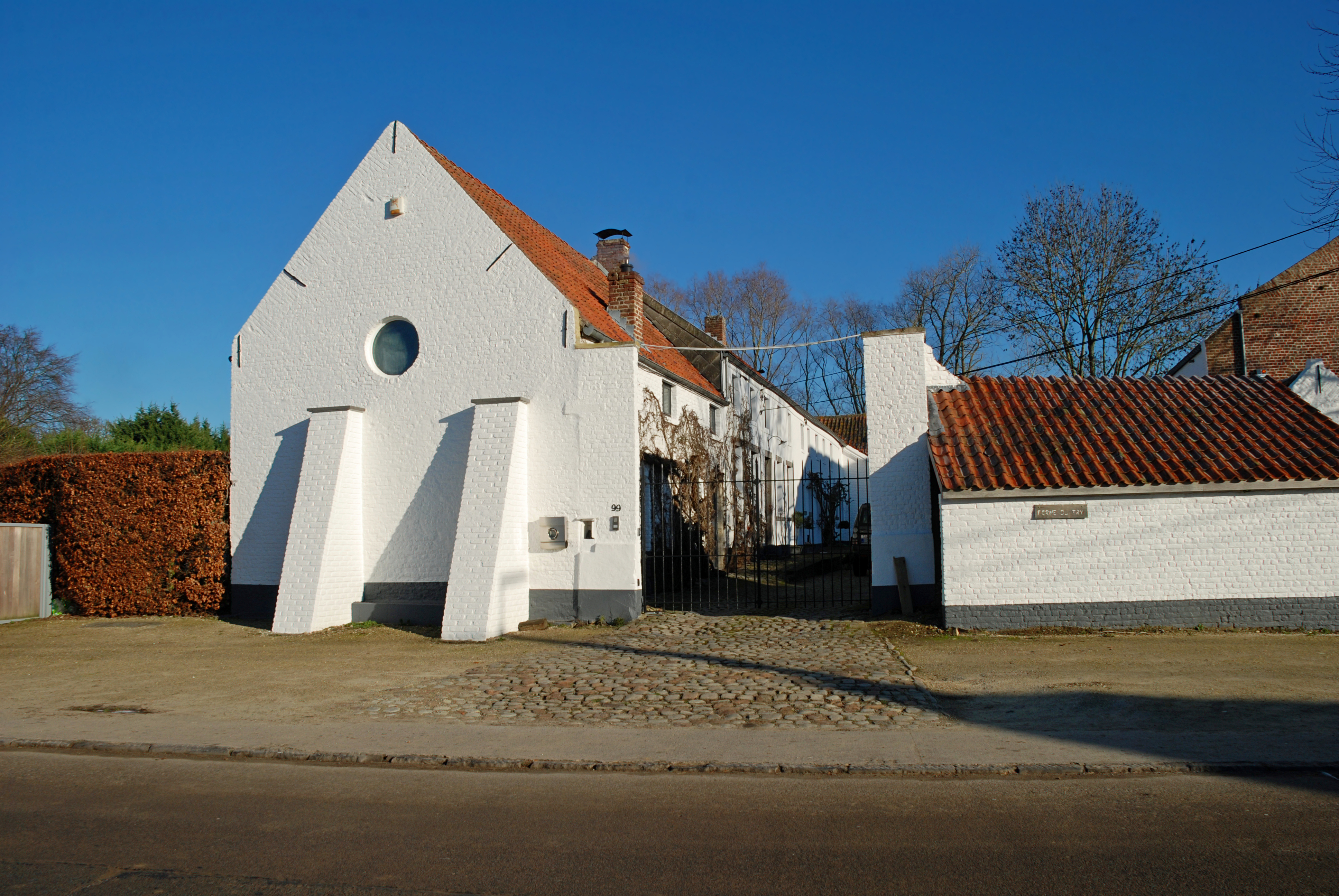
Mur pignon et grille d'entrée.
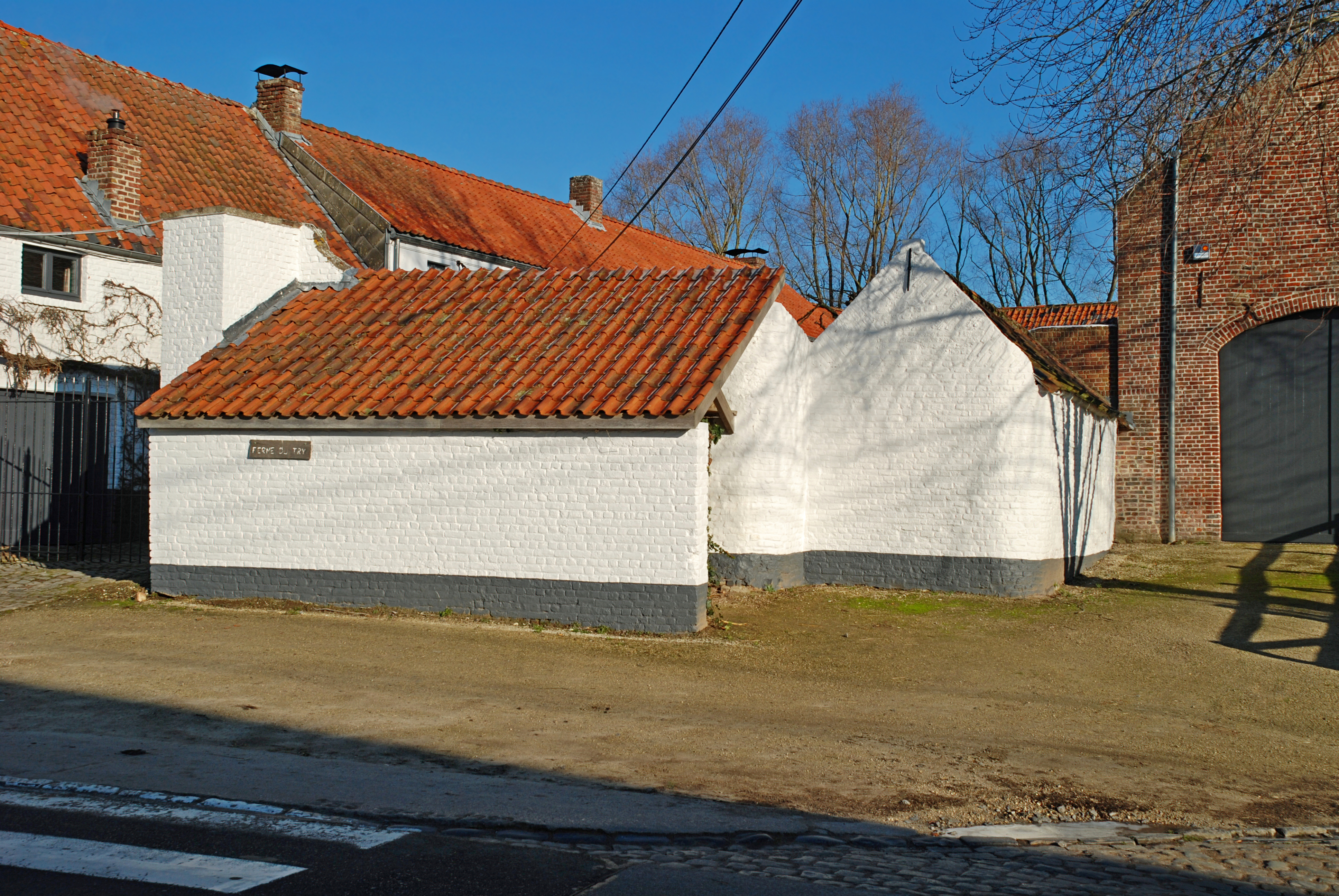
Annexes basses.

### Grange
La grange en long, située à l'est face au corps de logis, est perpendiculaire à la Grand'Rue et presque parallèle à la rue du Puits. Sa façade méridionale est percée d'un grand portail à arc en anse de panier en briques, et présente la trace de deux fenêtres murés. Cette façade est sommée d'un pignon à épis agrémenté d'ancres de façade disposées le long de ses arêtes. Sa façade orientale est percée d'une petite fenêtre à arc surbaissé et est frappée de quelques  ancres de façade.

La grange
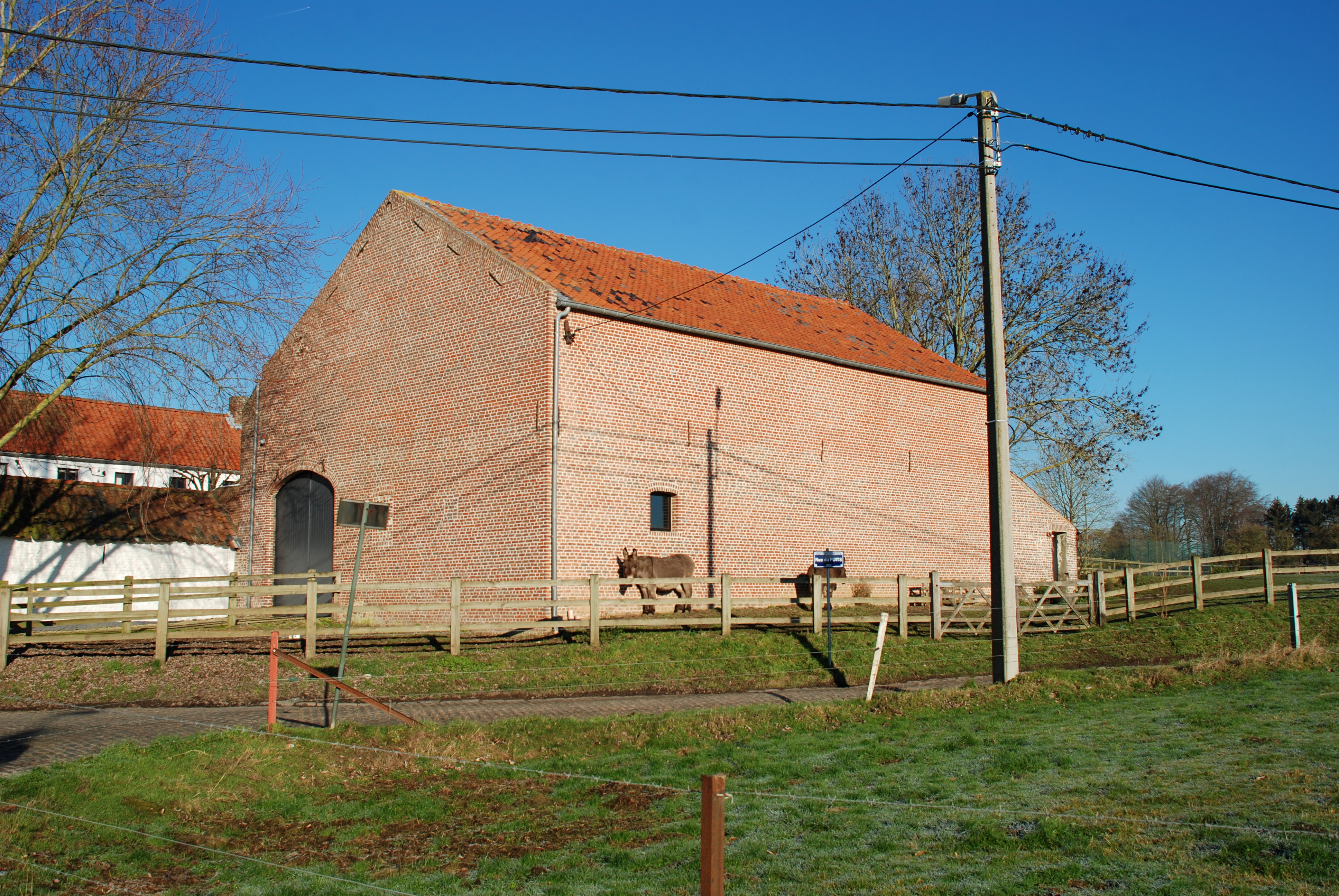
La grange.
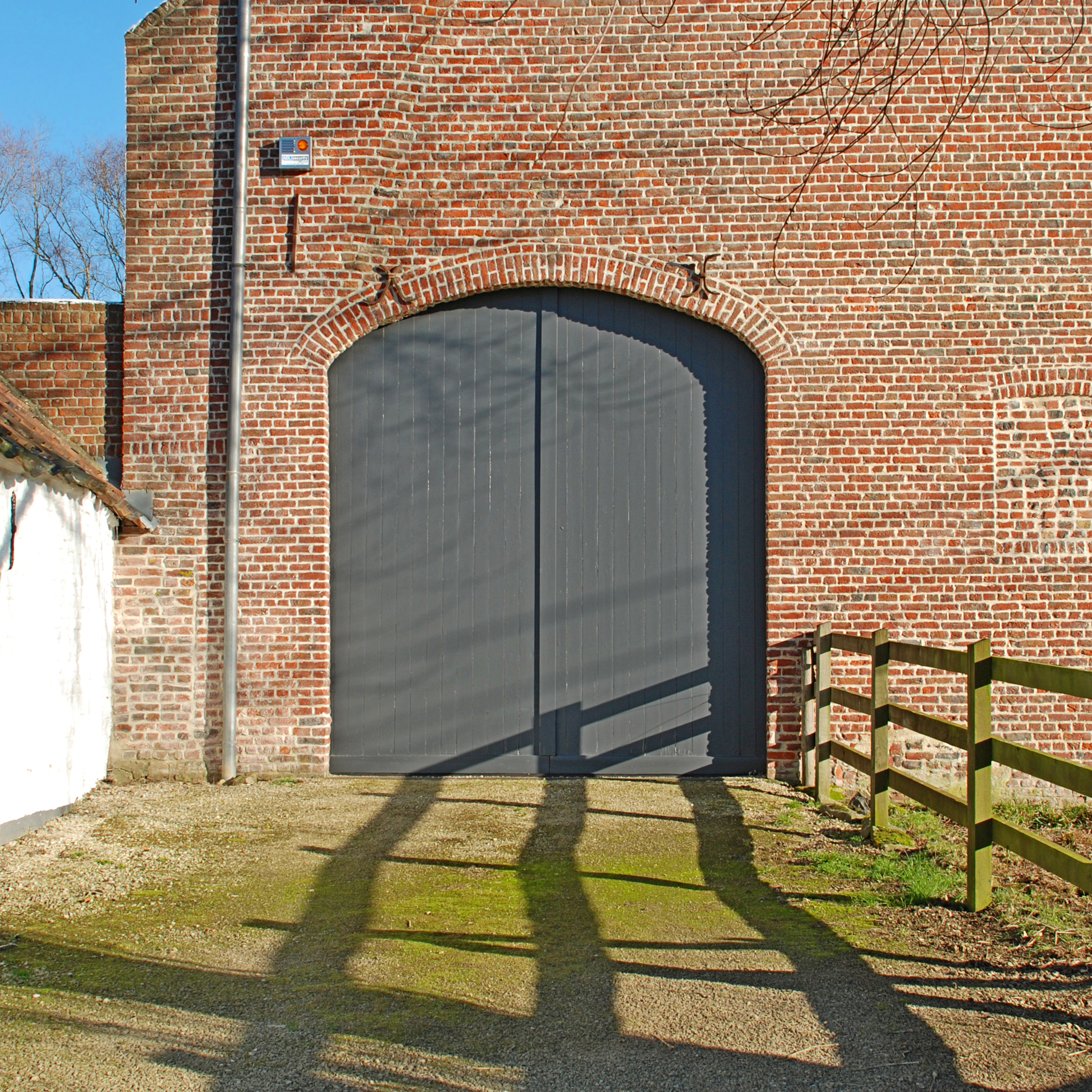
Portail à arc en anse de panier.
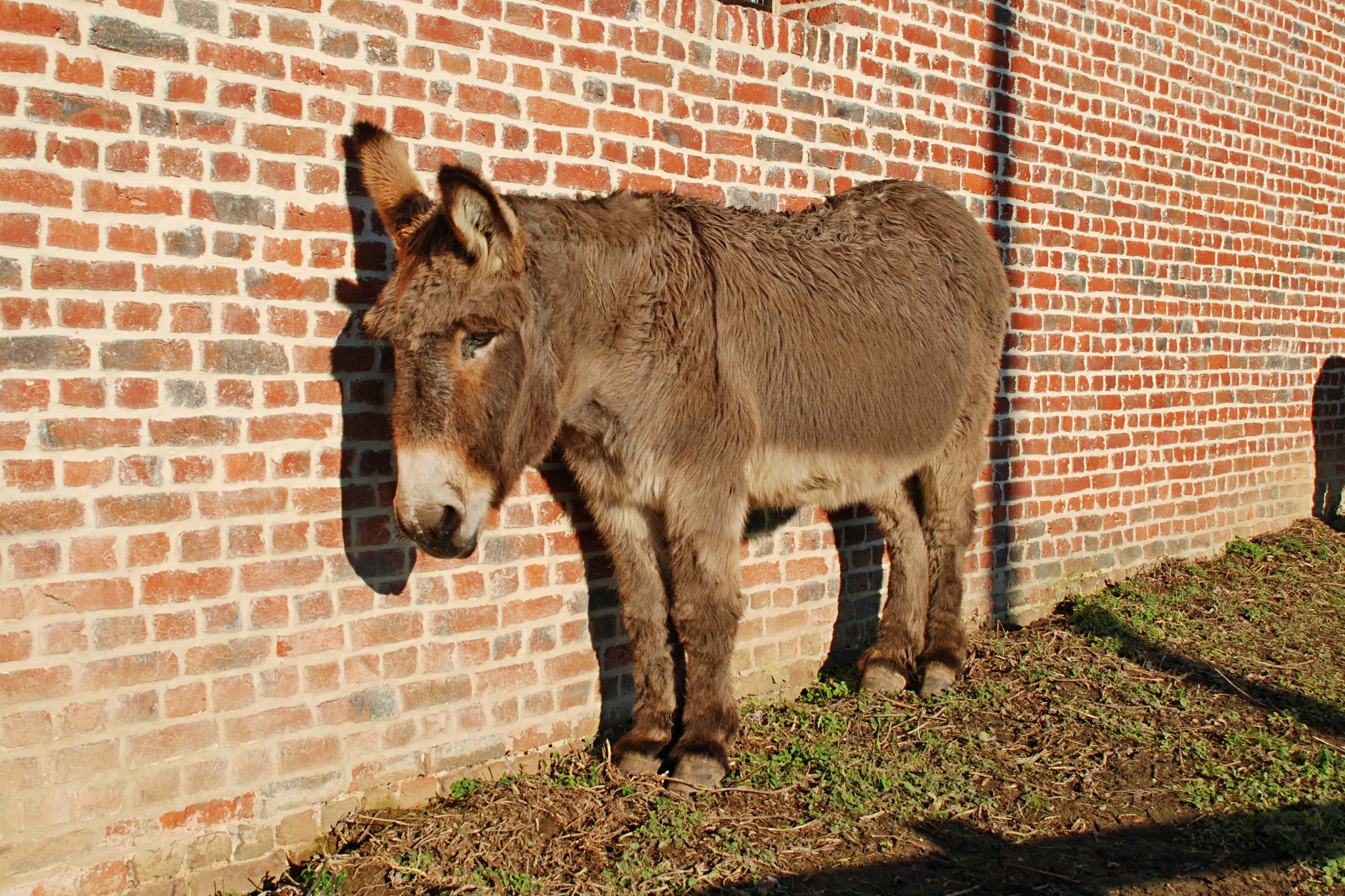
Petit âne.